# La Malédiction du tombeau égyptien (téléfilm)
Pour les articles homonymes, voir La Malédiction du tombeau égyptien et The Adventure of the Egyptian Tomb.
La Malédiction du tombeau égyptien (The Adventure of the Egyptian Tomb) est un téléfilm britannique de la série télévisée Hercule Poirot, réalisé par Peter Barber-Fleming, sur un scénario de Clive Exton, d'après la nouvelle L'Aventure du tombeau égyptien d'Agatha Christie.
Ce téléfilm, qui constitue le 34e épisode de la série, a été diffusé pour la première fois le 17 janvier 1993 sur le réseau d'ITV.

## Synopsis
Lors de l'ouverture d'un tombeau égyptien de la Vallée des Rois, Sir John Willard meurt soudainement. Sa veuve n'est pas convaincue de sa mort naturelle et fait appel à Hercule Poirot avant de revenir sur sa décision. Cependant, dans les jours qui suivent, les membres de l'expédition commencent à mourir les uns après les autres. Poirot part alors en Égypte avec Hastings se confronter à la « malédiction du pharaon ».

## Fiche technique
- Titre français : La Malédiction du tombeau égyptien
- Titre original : The Adventure of the Egyptian Tomb
- Réalisation : Peter Barber-Fleming
- Scénario : Clive Exton, d'après la nouvelle L'Aventure du tombeau égyptien (1923) d'Agatha Christie
- Décors : Tim Hutchinson
- Costumes : Barbara Kronig
- Photographie : Norman Langley
- Montage : Chris Wimble
- Musique originale : Christopher Gunning
- Casting : Rebecca Howard et Kate Day
- Production : Brian Eastman
  - Production déléguée : Nick Elliott
- Sociétés de production : Carnival Films, London Weekend Television
- Durée : 50 minutes
- Pays d'origine :  Royaume-Uni
- Langue originale : Anglais
- Genre : Policier
- Ordre dans la série : 34e - (1er épisode de la saison 5)
- Première diffusion :
  -  Royaume-Uni : 17 janvier 1993 sur le réseau d'ITV

## Distribution
- David Suchet (VF : Roger Carel) : Hercule Poirot
- Hugh Fraser (VF : Jean Roche) : Capitaine Arthur Hastings
- Pauline Moran (VF : Laure Santana) : Miss Felicity Lemon
- Rolf Saxon : Dr Ames
- Olivier Pierre : Henry Schneider
- John Strickland (en) : Dr Foswell
- Bill Bailey (VF : Henri Djanik) : Felix Bleibner
- Paul Birchard (en) : Rupert Bleibner
- Simon Cowell-Parker : Nigel Harper
- Grant Thatcher (en) : Sir Guy Willard
- Anna Cropper (en) : Lady Willard
- Mozaffar Shafeie : Hassan
- Peter Reeves (VF : Pierre Baton) : Sir John Willard
- Robert Wisdom : le serveur

## Autour du téléfilm
Anachronisme : le drapeau d'Egypte qui peut être vu dans le téléfilm n'existait pas encore à l'époque où l'action est censée se dérouler (années 20). 